# 2001: ملحمة الفضاء (فلم)
2001: ملحمة الفضاء (بالإنجليزية: 2001: A Space Odyssey) هو فيلم خيال علمي من إنتاج أمريكي - بريطاني صدر عام 1968، أنتجه وأخرجه ستانلي كوبريك والذي شارك في كتابة السيناريو إلى جانب آرثر سي كلارك، وقد استوحيت قصة الفيلم جزئيًا من قصة كلارك القصيرة «الحارس». كتب كلارك القصة بالتزامن مع الرواية 2001: أوديسة الفضاء التي صدرت بعد فترة وجيزة من صدور الفيلم. تتناول القصة سلسلة من اللقاءات بين البشر وأجسام غامضة سوداء والتي على ما يبدو أثرت في تطور الإنسان، أرسلت رحلة فضاء إلى كوكب المشتري لتتبع إشارة منبعثة من إحدى هذه الكتل الموجودة على القمر. أدى كل من كير دوليا وغاري لوكوود دور رائدي فضاء في هذه الرحلة، بينما أدى دوغلاس رين صوت الكمبيوتر "HAL 9000" الذي يسيطر سيطرة كاملة على سفينة الفضاء. يوصف الفيلم بالفيلم الملحمي بسبب مدته والموضوع الذي تناوله.
أنتجت الفيلم ووزعته استديوهات مترو غولدوين ماير الأمريكية، أُنْتِج الفيلم بالكامل في بريطانيا باستخدام مرافق استديوهات شركة MGM البريطانية. وفي استديوهات شيبيرتون، نظرًا لتوفر إمكانيات صوتية أفضل من تلك المتوفرة في الولايات المتحدة. كما شارك في إنتاجه كوبريك، الذي صوّر فيلميه السابقين في بريطانيا، وقرر أن يستقر فيها بصورة دائمة أثناء تصوير «أوديسة الفضاء». أطلق الفيلم في الولايات المتحدة قبل إطلاقه في بريطانيا بشهر تقريبًا، ومع ذلك تطلق الموسوعة البريطانية صفة «فيلم أمريكي» عليه،
في حين تطلق عليه مصادر أخرى صفة «فيلم بريطاني - أمريكي».
رشح الفيلم لأربعة جوائز أوسكار، منها ثلاث لستانلي كوبريك، أفضل مؤلف سيناريو بالمشاركة مع آرثر كلارك، وأفضل مخرج، وجائزة الأوسكار لأفضل تأثيرات بصرية التي فاز بها. إضافة إلى الترشيح الرابع لأفضل تصميم ديكور. فاز الفيلم بثلاث من جوائز الأكاديمية البريطانية للأفلام، أفضل تصوير سينمائي، وأفضل تسجيل صوت، وأفضل تصميم ديكور. عام 1991، اختارت مكتبة الكونغرس الفيلم ضمن قائمة السجل الوطني للفيلم. اختير الفيلم على رأس قائمة أعدها معهد الفيلم الأمريكي لأفضل عشرة أفلام خيال علمي.

## القصة

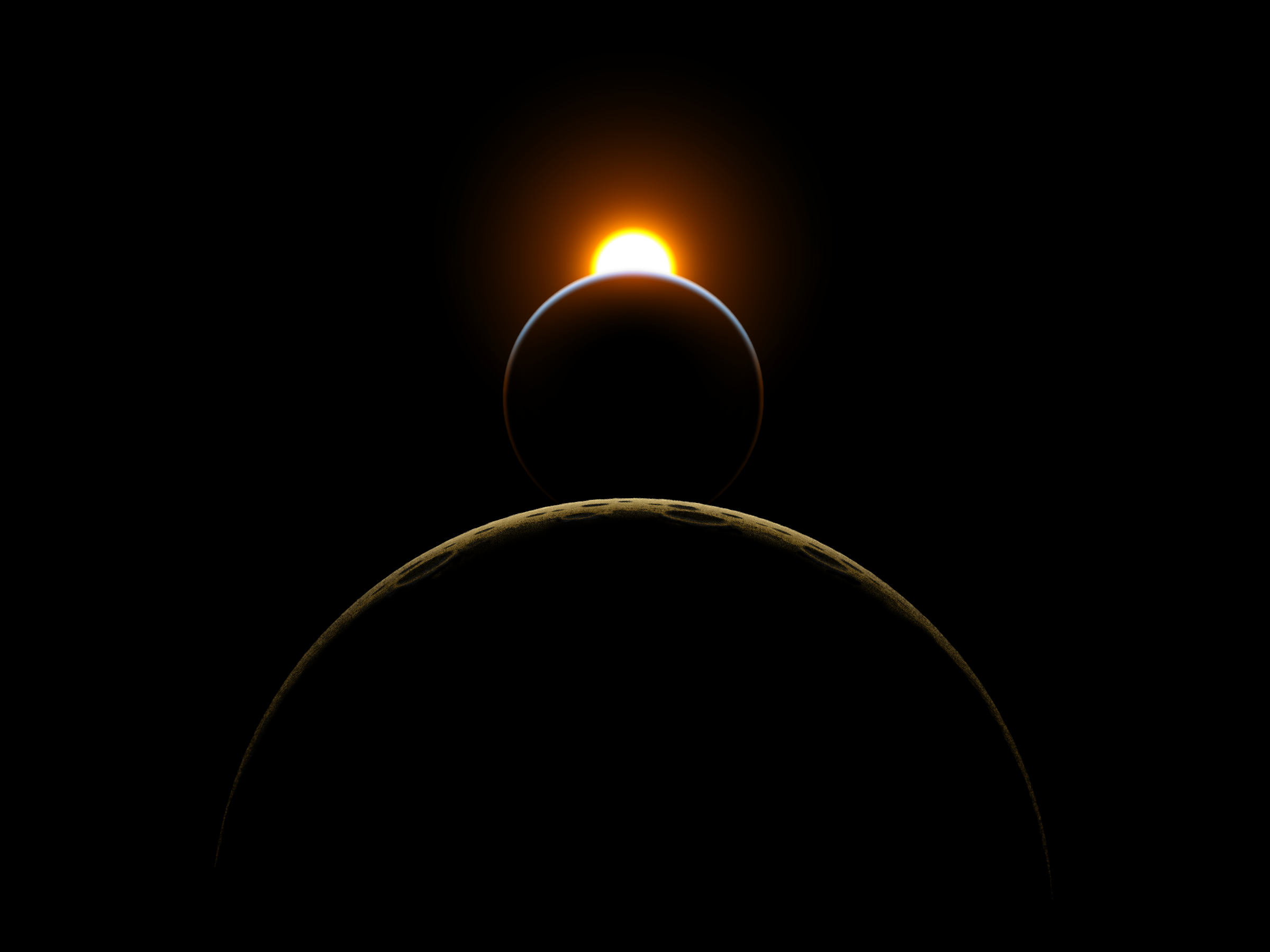
لقطة بداية الفيلم: شروق الشمس كما يرى من الفضاء.

بدأ المقطع الأول من الفيلم بلقطة تصاعدية للأرض فيظهر القمر ومن خلفه تتصاعد الشمس، والثلاثة كواكب على مستوى واحد. يترافق هذا المشهد مع موسيقى «هكذا تكلم زرادشت» لريتشارد شتراوس. ثم يبدأ الجزء الأول من الفيلم بعنوان فجر الإنسانية.

### فجر الإنسان
يعرض هذا الجزء الحياة اليومية لمجموعة من أشباه القرود في صحراء السافانا القاحلة (تقريبا تشير كل الاحتمالات أنها ما يعرف الآن بأفريقيا) حوالي 7 ملايين سنة قبل الحاضر. ونرى أن هذه المجموعة تسعى في البحث عن الطعام وتعيش على ما يبدو بطريقة سلمية. بعد ذلك يُقتل واحد من أعضاء هذه الجماعة بعد أن تعرض للهجوم من قبل نمر. ثم تظهر نزاعات بين هذه المجموعة ومجموعات أخرى من نفس النوع، ومحل النزاع هو جدول مياه تشرب منه هذه المجموعات، لكن هذا النزاع لا يصل إلى العراك الجسدي، ولا يتجاوز رفع الصوت والصراخ. ونرى كيف تختفي هذه المجموعة في ظلام الليل في الكهف والحيوانات المفترسة لها بالمرصاد، حتى أنها تبقى قلقة طوال الليل وتنام نوما مضطربا في ذلك الكهف الصغير.
عند الفجر تستيقظ مجموعة القرود لصوت اهتزازات غريبة، ويصحو أحدها ليجد أمامه صخرة سوداء، وهي عبارة عن كتلة مستطيلة تماما طولها بضعة أمتار. يدق وجود الصخرة ناقوس الخطر في المجموعة ولحظات من الارتباك والخوف. بعد وقت قصير تزاد ثقتهم فيقتربون منها، حتى أن أحدهم لامسها كأنه يقدسها.
مع مرور الوقت يدرك أحد القردة كيفية استخدام العظام كأداة وسلاح، مما يشير إلى تأثير الصخرة السوداء على سلوك المجموعة وأنها قد حفزت تغييرات معينة في سلوكهم وأعطتهم قدرا من الوعي حول الموارد المتاحة للبقاء على قيد الحياة. فأشباه القرود الآن قادرة على قتل الحيوانات وأكل لحومها. في صباح اليوم التالي تتصارع القردة للسيطرة على بركة احتلها قطيع آخر، ويُقتل زعيم القطيع المنافس بسلاح العظم. يلقي القرد المنتصر العظمة عاليا في الهواء، مما ينتج عنه «أضخم انتقال سردي في تاريخ السينما»: العظمة التي تصعد في الهواء تصبح قمرا صناعيا يبحر في الفضاء ما بين الأرض والقمر في عام 1999.

### القمر
في عام 1999 يسافر الدكتور «هيوود فلويد» من الأرض إلى القمر، عبر عدة محطات. نرى أولا مكوك فضاء (يحمل المكوك شعار شركة الطيران المعروفة بان أميركان التي اختفت في التسعينات). ثم ينتقل إلى محطة فضائية ضخمة لها شكل عجلات مزدوجة تدور بشكل اسطواني. وتبدو محطة الفضاء في المشهد كأنها ترقص على موسيقى الدانوب الأزرق ليوهان شتراوس. يجري الدكتور «فلويد» اتصالا بالصوت والصورة مع ابنته في الأرض. ثم يلتقي بصديقته السوفيتية وزملائها الذي يسألونه عن مهمته وعن إشاعات حول انتشار مرض في القاعدة الأمريكية في القمر (التي يتجه إليها «فلويد») لكنه لا يجيب عن تساؤلاتهم.
يصل الدكتور «فلويد» إلى قاعة اجتماعات في القاعدة الأمريكية في القمر. ويكلف بمهمة للتحري عن جسم مكتشف حديثا دفن في القمر قبل 4 ملايين عام. يذهب «فلويد» مع مجموعة علماء إلى مقر الجسم المدفون، ليجدو صخرة سوداء (هي نفسها التي وجدها القردة) ويتحسسها أحدهم بيده. تضرب أشعة الشمسة الصخرة السوداء فيُسمع صوت ترددات إذاعية عالية.

### مهمة المشتري

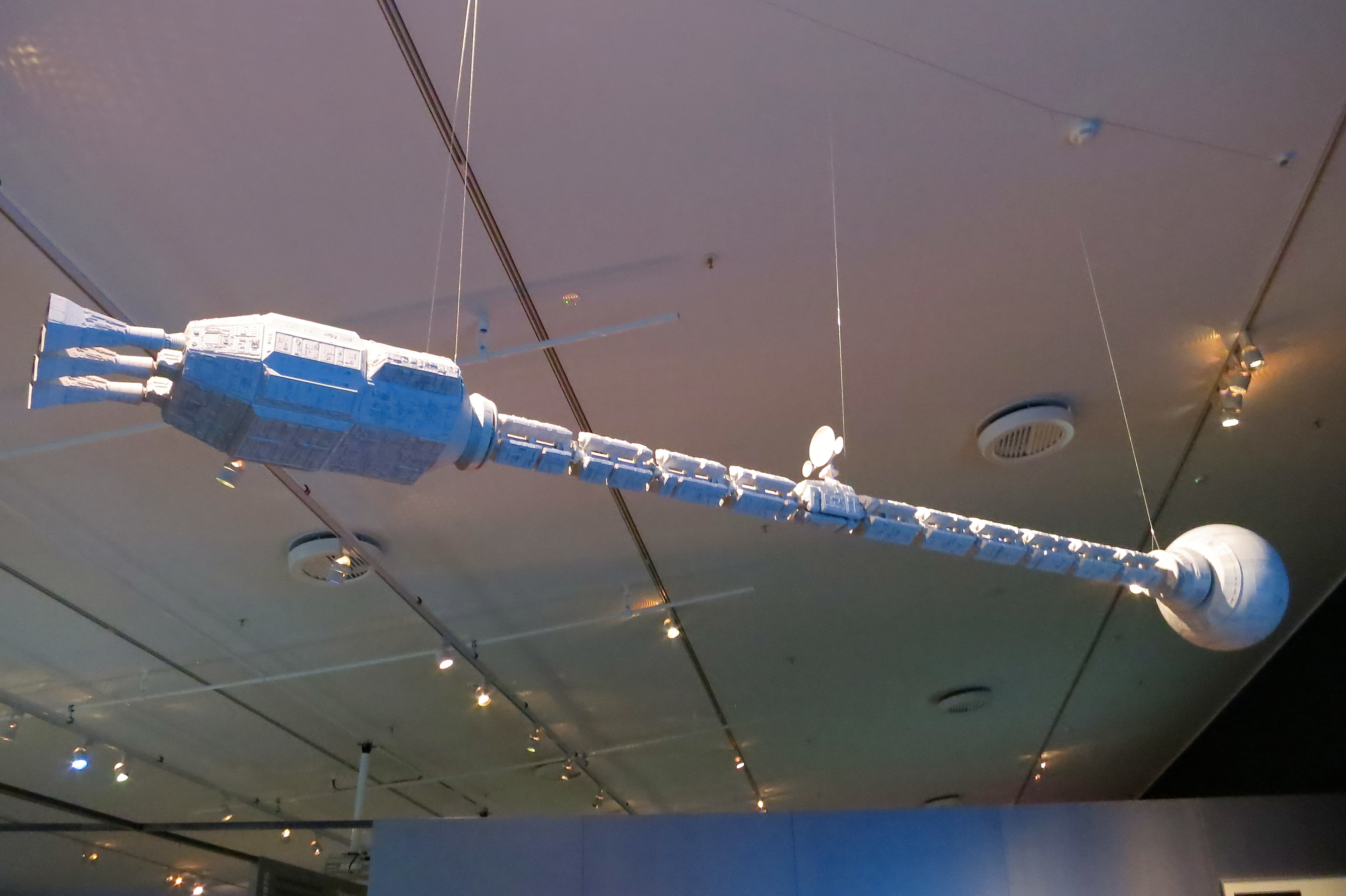
مركبة الفضاء «دسكفري 1»

بعد 18 شهرا، في عام 2001، تتجه مركبة الفضاء «دسكفري 1» في طريقها إلى المشتري وعلى متنها رائدا الفضاء العالمان الدكتور «ديفد باومان» والدكتور «فرانك بول» إضافة إلى ثلاثة آخرين في حالة تنويم. تدار كل عمليات مركبة «دسكفري 1» عن طريق الكمبيوتر العملاق الذكي «هال 9000»، الذي ينادونه «هال». يتحدث «هال» مثل البشر ويتلقى الأوامر صوتيا ويجيب عنها. بعد فترة، يسأل «هال» الدكتور «باومان» عن طبيعة الرحلة متشككا. يصدر «هال» تقريرا حول عطل حدث لأحد الأجهزة خارج المركبة. يذهب أحد العلماء لتفقد الجهاز المعطل لكنه يجده سليما، ثم يتصل بمركز القيادة الذي يخبره بأن «هال» مخطئ. يصر «هال» أن الخطأ ليس خطأه وأنه -كالعادة- خطأ بشري. يتوجس العالمان من تصرفات «هال» ويناقشان ذلك في غرفة مغلقة بحيث لا يسمعهما. يقرر الاثنان فصل الطاقة عن «هال» إذا ثبت خطأه. «هال» الذي لا يسمعهما يقرأ شفتيهما ويعرف مخططهما.
في أثناء محاولة الرائد «بول» إصلاح نفس العطل خارج المركبة، يطرده «هال» ويفك رباط الأكسجين. يخرج الرائد «بومان» محاولا إنقاذه. وأثناء ذلك يطفئ «هال» الأجهزة عن الرواد المنومين. يعود «بومان» مع جثة رفيقه «بول»، لكن «هال» يرفض إدخاله ويقول له: «هذه الرحلة مهمة جدا بالنسبة لي ولن أسمح لكم بتخريبها»، فعرف «بومان» بأن «هال» قد علم بنيتهما تعطيله. يقرر «بومان» الدخول عبر باب الطوارئ ثم يتجه إلى غرفة معالجات الكمبيوتر ويشرع في تعطيل «هال». أثناء ذلك يحاول «هال» ثنيه عن ذلك ثم يظهر خوفه. ويتعطل «هال» شيئا فشيئا حتى انطفأ.
بعد تعطل «هال» مباشرة، تظهر رسالة فيديو مسجلة من الدكتور «فلويد» يخبر فيها بهدف الرحلة إلى المشتري. وهو أنهم حين وجدوا الصخرة السوداء على القمر التي لم يعرفوا عنها شيئا، سمعوا ذبذبات راديو قوية باتجاه المشتري. وكان «هال» الوحيد الذي يعرف هدف الرحلة منذ البداية.

### المشتري وإلى ما لا نهاية
بعد الوصول إلى المشتري يغادر «بومان» مركبة «دسكفري 1» ويركب حجيرة فضائية ليتقصى أثر حجر أسود آخر اكتشف في مدار المشتري. تدخل الحجيرة في ألوان براقة ويقطع «بومان» مسافات كبيرة من الفضاء وتظهر على الشاشة مناظر طبيعية لكن بألوان غريبة.
في مشهد سريالي هو مشهد الختام، يجد «بومان» نفسه في غرفة نوم من الطراز الكلاسيكي. يرى نفسه -بنفس بذلة الفضاء- ماثلا أمامه لكن بعمر أكبر، ثم يكون هو ذلك الشخص. ثم يرى نفسه بعمر أكبر بلباس نوم على مائدة طعام. ثم يجد نفسه شيخا طاعنا في السن ممدا على سرير. ثم يرى الحجر الأسود شاخصا أمامه. وبينما هو يمد يده محاولا لمس الحجر يتحول إلى جنين حي مشع ثم يظهر في الفضاء كأنه تحول إلى نجم حول الأرض.

## بداية المشروع

### لقاء كوبريك وكلارك
بعد أن أنهى كوبريك فيلمه دكتور سترينجلوف عام 1964، أصبح مهتما جدا بموضوع إمكانية وجود حياة خارج الأرض، ثم تحول هذا الاهتمام إلى مشروع إنتاج «فيلم خيال علمي محترم وغير عادي». بحث كوبريك عن مساعد له في مجتمع كتاب الخيال العلمي. عرفه أحد المحررين لدى شركة كولومبيا بالكاتب آرثر كلارك. رغم أن كوبريك بعد أن تحدث إلى كلارك بالهاتف لأول مرة رأى فيه «شخصا مجنونا منعزلا يعيش تحت شجرة»، إلا أنه عرض عليه مشروع الفيلم. تحمس كلارك للعمل في المشروع مع «شخص صعب». التقى الاثنان في إبريل عام 1964 في نيويورك. وبدآ العمل في مشروع سيستغرق أربع سنوات. وقد كان كلارك يدون يوميات العمل طوال الأربع سنوات، ثم نشرها لاحقا بعنوان «2001 العالم الضائع».

### البحث عن مادة
أخبر كوبريك كلارك أنه يريد عمل فيلم عن «علاقة الإنسان بالكون»، وكان كما يقول كلارك: «عازما على خلق عمل فني مثير لمشاعر الدهشة والخوف بل ومشاعر الرعب». عرض كلارك على كوبريك ست قصص قصيرة. وفي مايو عام 1964 اختار كوبريك قصة «الحارس» -التي كانت قد نشرت عام 1951- كمادة أساسية للفيلم. لم تكن القصة كافية لعمل الفيلم. فكان على الاثنين أن يقوما بالبحث عن مواد أخرى لإغناء حبكة الفيلم. قضا الاثنان الأشهر الباقية من عام 1964 في قراءة الكتب العلمية وكتب علم الإنسان، ومشاهدة أفلام الخيال العلمي، وجلسات العصف الذهني. أمضيا سنتين في تحويل قصة «الحارس» إلى رواية، ثم إلى سيناريو للفيلم. يقول كلارك أن قصته القصيرة التي عنوانها «لقاء عند الفجر» -المنشورة عام 1953- قد ألهمت المقطع الأول من الفيلم الذي كان عنوانه «فجر الإنسان».
كان عنوان الفيلم الأساسي «كيف فاز النظام الشمسي». والعنوان مستوحى من فيلم كيف فاز الغرب (1962) الذي أنتجه أيضا استوديو إم جي إم. ثم في فبراير عام 1965 صرح كوبريك للصحافة بأن عنوان الفيلم «رحلة ما وراء النجوم». ثم توالت العناوين مثل «عالم» و «نفق إلى النجوم» و «الهبوط على الكوكب». في إبريل عام 1965، بعد مضي 11 شهرا على بداية العمل في المشروع، اختار كوبريك عنوان «2001: أوديسة الفضاء». قال كلارك أن عنوان الفيلم كان فكرة كوبريك تماما. كان اختيار كوبريك لعنوان الفيلم، وخاصة كلمة الأوديسة المأخوذة عن ملحمة هوميروس، هو لغرض أن يفرق الناس بين موضوع فيلمه وأفلام الخيال العلمي الشائعة ذلك الوقت والتي كانت تتحدث عن الوحوش والجنس. يقول كوبريك «خطر لنا أنه كما كان الإغريق يعتبرون البحر ومساحاته الشاسعة لغزا وشيئا معزولا، فكذلك يعني الفضاء لجيلنا».

### العمل على الرواية والفيلم
قرر كوبريك وكلارك في البداية العمل على تنفيذ الرواية قبل الفيلم. حيث يكتبان الرواية بعيدا عن قيود الفيلم، ثم يكتبان سيناريو الفيلم بعد ذلك. واقترحا أن يكتب على تتر الفيلم «سيناريو ستانلي كوبريك وآرثر كلارك، مأخوذ من رواية لآرثر كلارك وستانلي كوبريك» حيث يكون لكل منهما الأولوية في مجاله. لكن في الواقع كان العمل على الرواية متزامنا مع العمل على الفيلم، وكان تبادل العناصر بين العملين مستمرا. يقول كوبريك في مقابلة عام 1970:
اشترك الاثنان في كتابة اسميهما على حقوق سيناريو الفيلم، بينما نسبت الرواية -التي طُرِّحَت بعد الفيلم بقليل- إلى كلارك وحده. كتب كلارك لاحقا: «أقرب توصيف للحقيقة يمكننا طرحه هو» أن السيناريو كان ينبغي أن ينسب إلى «كوبريك وكلارك» وأن تنسب الرواية إلى «كلارك وكوبريك».
ألف الاثنان الرواية والسيناريو معا بالتزامن. اختار كلارك في الرواية تفسيرات أوضح للحجر الأسود الغامض ولبوابة النجوم؛ بينما جعل كوبريك الفيلم أكثر غموضا بتقليل الحوار وتقليل التفسيرات. قال كوبريك أن الفيلم «أساسا تجربة بصرية غير مكتوبة، تصدم المشاهد وعقله الباطن، تماما كما تفعل الموسيقى أو اللوحات الفنية».

### تصوير حياة كائن خارجي
ذكر عالم الفلك كارل ساغان في كتابه «الاتصال الكوني» أن كلارك وكوبريك سألاه عن رأيه حول أفضل طريقة لتصوير كائن ذكي خارجي. كان ساغان يعلم عن نية كوبريك لاستخدام ممثلين للعب دور روبوتات تكون هي تلك الكائنات الذكية الخارجية. لكنه اعترض بأن أشكال الحياة عند الكائنات الخارجية يجب ألا يكون لها علاقة أو تشابه مع الكائنات الأرضية. وأن فعل ذلك سيقدم الفيلم بشكل «ليس له مصداقية». واقترح ساغان أن يلمح الفيلم، بدلا من أن يعرض، الذكاء الخارجي الفائق. فيما بعد حضر ساغان العرض الأول للفيلم وقال أنه «سعيد بأن يرى أنه قدم بعض المساعدة». وقد ألمح كوبريك في الفيلم إلى طبيعة مخلوقات خارجية غامضة وغير مرئية. وفي مقابلة مع مجلة بلاي بوي عام 1968 ذكر أنه ربما تطورت هذه الكائنات عبر ملايين السنين وتحولت من مخلوقات بيولوجية إلى «كائنات حية خالدة» ثم إلى «طاقة خالصة وروح» ذات «قدرات غير محدودة وذكاء لا يمكن تصوره».

### مراحل كتابة السيناريو والرواية
مر سيناريو الفيلم بمراحل عدة. في بداية عام 1965، حيث كان المشروع قد دخل مرحلة الدعم إنتاجيا، لم يكن لدى كل من كلارك وكوبريك فكرة عن نهاية الفيلم وماذا سيحدث للدكتور «بومان» -الشخصية الرئيسية- بعد مشهد «بوابة النجوم». في بداية الأمر كان في ذهن الكاتبين أن رواد الفضاء في رحلة «دسكفري» كلهم سينجون بأنفسهم؛ لكن بعد ذلك قرر الاثنان أن يجعلا من الدكتور «بومان» الناجي الوحيد ثم يعيدانه إلى مرحلة الطفولة. في شهر أكتوبر من ذلك العام، جاء كوبريك بفكرة وصفها كلارك في مذكراته بأنها «فكرة جامحة عن روبوتات خادمة تخلق بيئة فيكتورية وتجعل أسيادها في راحة تامة». كان الاسم الأصلي للكمبيوتر «هال 9000» هو «أثينا» نسبة إلى إلهة الحكمة عند اليونان وكان من المفترض أن يكون له صوت أنثوي.
احتوت المسودات الأولية على أمور منها: مقدمة للفيلم فيها مقابلات مع علماء حول الحياة الخارجية، كان مقترحا استخدام التعليق الصوتي (الذي كان لازمة في كل أفلام كوبريك السابقة)، التأكيد على مفهوم توازن الرعب الذي كان مهيمنا وقت الحرب الباردة، نهاية مختلفة وأكثر وضوحا لتحطم كمبيوتر «هال». من الأمور التي كان مزمعا تنفيذها أيضا: اختيار حجر أسود مختلف لمقطع «فجر الإنسان»، لكن لم يُتَوَصَّل إلى نموذج مناسب. اختيار كوكب زحل كنهاية لرحلة «دسكفري» بدلا من كوكب المشتري، لكن حين أخفق فريق المؤثرات البصرية في تنفيذ حلقات زحل غُيِّرَت الفكرة. الخاتمة وكثير من الأفكار الأخرى التي لم توضع في الفيلم وجدت طريقها إلى الرواية.
قام كوبريك بالعديد من التغييرات عازما على جعل الفيلم غير شفهي وأن يكون التواصل عبر الصور والمشاعر بدلا من السرد التقليدي. فكانت رواية كلارك «بناء سرديا محكما»، وكان الفيلم تجربة بصرية ورمزية على الأغلب.

## وصلات خارجية
- مقالات تستعمل روابط فنية بلا صلة مع ويكي بيانات